# Nikolay Anatolyevich Sachenko
Nikolay Anatolyevich Sachenko (tiếng Nga: Николай Анатольевич Саченко ; sinh năm 1977) là một nghệ sĩ vĩ cầm người Nga. Ông từng giành giải cao nhất tại Cuộc thi Tchaikovsky Quốc tế năm 1998. Kể từ năm 2008, ông là thành viên của nhóm Tam tấu Brahms, cùng với nghệ sĩ dương cầm Natalia Rubinstein và nghệ sĩ cello Kirill Rodin.

## Tiểu sử
Nikolay Anatolyevich Sachenko sinh năm 1977 tại Alma Ata, thủ đô của Cộng hòa Xã hội Chủ nghĩa Xô Viết Kazakhstan (nay là Kazakhstan). Khi lên 6 tuổi, ông bắt đầu học vĩ cầm tại một trường âm nhạc ở Petropavlovsk-Kamchatsky. Ông chuyển đến Moskva vào năm 1987 để theo học tại Nhạc viện Moskva, nơi ông được tài trợ bởi Quỹ Tên mới và được đào tạo với các giáo sư như Igor Semyonovich Bezrodny.

## Sự nghiệp
Năm 1995, Nikolay Anatolyevich Sachenko tham gia Cuộc thi Vĩ cầm Quốc tế lần thứ 3 Leopold Mozart, nơi ông đoạt giải khuyến khích và giành giải thưởng do khán giả bình chọn. Ở tuổi 21, ông được vinh danh là nghệ sĩ vĩ cầm hàng đầu tại Cuộc thi Tchaikovsky Quốc tế lần thứ 11 năm 1998. Ông chơi cây đàn vĩ cầm do nhà chế tạo đàn người Pháp ở thế kỷ 18 Jean-Baptiste Salomon chế tác. Nước Nga giành được nhiều thắng lợi trong cuộc thi năm đó: ngoài Nikolay Anatolyevich Sachenko, nghệ sĩ piano Denis Leonidovich Matsuev và nghệ sĩ cello Denis Semyonovich Shapovalov đã được trao các giải thưởng cao nhất trong các hạng mục tương ứng của họ. Ông bắt đầu chuyến lưu diễn quốc tế đầu tiên sau khi chiến thắng cuộc thi.
Năm 2005, ông trở thành concertmaster (bè trưởng) của Dàn nhạc giao hưởng quốc gia Novaya, do Yuri Abramovich Bashmet là chỉ huy trưởng. Năm sau, ông trở thành nghệ sĩ độc tấu của Dàn nhạc giao hưởng Quốc gia Moskva. Nikolay Anatolyevich Sachenko còn là thành viên của nhóm Tứ tấu Brahms từ năm 2008. Ông biểu diễn cùng nghệ sĩ dương cầm Natalia Rubinstein và nghệ sĩ cello Kirill Vladimirovich Rodin. Trọng tâm của nhóm tam tấu này là bộ tam tấu sáng tác cho piano ít được trình diễn thường xuyên bởi các nhà soạn nhạc người Nga từ cuối thế kỷ 19 và đầu thế kỷ 20. Các màn trình diễn của ông như một phần của Tam tấu Brahms đã nhận về nhiều lời khen ngợi từ giới phê bình. Tully Potter, viết cho tờ Musical Opinion, nhận xét rằng Sachenko "chơi tập trung và luôn tạo niềm vui", còn David Morrison của Fanfare mô tả phong cách chơi đàn của ông là "biểu cảm hùng hồn và hấp dẫn". Năm 2017, ông được vinh danh là Nghệ sĩ ưu tú của Liên bang Nga.

### Nhạc cụ
Tính đến năm 2021, Nikolay Anatolyevich Sachenko chơi cây vĩ cầm do nghệ nhân làm đàn người Ý Francesco Rugeri chế tác vào năm 1697 thuộc Bộ sưu tập Nhạc cụ hiếm có của Liên Bang Nga. Ông cho biết mình coi các nghệ sĩ vĩ cầm Yehudi Menuhin và Isaac Stern, cũng như nghệ sĩ cello  Mstislav Leopoldovich Rostropovich là những người có ảnh hưởng tới ông.